# Austroclima
Austroclima is een geslacht van haften (Ephemeroptera) uit de familie Leptophlebiidae.

## Soorten
Het geslacht Austroclima omvat de volgende soorten:
- Austroclima jollyae
- Austroclima sepia